# Male parta male dilabuntur
Male parta male dilabuntur war ein geläufiges römisches Sprichwort. Es lässt sich mit "Übel Erworbenes geht übel zu Ende" übersetzen und findet seine Entsprechung in dem deutschen Sprichwort "Unrecht Gut gedeiht nicht.".
Historisch ist es unter anderem belegt in der zweiten Philippischen Rede von Cicero, der Naevius zitiert, wie auch im Mittelalter bei Nikolaus von Oresme in seinem Tractatus de origine et natura iure & mutationibus monetarum.